# Evaldas Petrauskas
Evaldas Petrauskas (ur. 19 marca 1992 w Szyłokarczmie) – litewski bokser wagi lekkiej, brązowy medalista olimpijski z Londynu.
W 2012 roku podczas Letnich Igrzysk Olimpijskich zdobył w wadze lekkiej brązowy medal. W 1/16 pokonał Węgra Miklósa Varge, w 1/8 wygrał z Turka Fatiha Keleşa, a w ćwierćfinale pokonał Włocha Domenico Valentino. Petrauskas dopiero w półfinale przegrał z Koreańczykiem Han Soon-chulem. Wraz z Kubańczykiem Yasnierem Toledo zdobył brąz, ponieważ walka o 3. miejsce się nie odbyła.